# Тодорова, Мария
Мари́я То́дорова (1949, София, Болгария) — болгарский и американский историк, специалист по истории Балканского полуострова в Новое время. Главная научная работа — монография «Imagining the Balkans». Тодоровой приписывается формулирование понятия балканизм как исторически обусловленный культурный феномен. Дочь болгарского историка, государственного деятеля и дипломата Николая Тодорова.

## Биография
Мария Тодорова родилась 5 января 1949 года в Софии, в семье Анны Тодоровой (Варбановой) и историка и политика Николая Тодорова, председателя Великого Народного Собрания VII созыва, в 1990 президента Болгарии.
Окончила Софийский университет по специальности история, а затем сделала педагогическую карьеру. Первоначально работала в своем родном университете. После переезда в США начала преподавать в Университете Флориды. В настоящее время она является профессором новой истории Восточной и Юго-Восточной Европы в Университете штата Иллинойс. В качестве приглашенного профессора она также читает лекции в Гарвардском университете, Университете Райса, Мэрилендском университете, Калифорнийском университете в Ирвайне, Университете Граца (Австрия), Босфорском университете (Турция) и Институте Европейского университета во Флоренции (Италия).

## Награды
Стипендия Гуггенхайма (2000), приз Берлинского института перспективных исследований (2004 — 05), премия Вудро Вильсона (1988, 1994 — 95), стипендия Фулбрайта (1989 — 90).

### Болгарский период
- Подбрани извори за историята на балканските народи XV—XIX век, Изд. «Наука и изкуство». София, 1977, 460 с.
- Англия, Русия и танзиматът, Изд. «Наука и изкуство». София, 1980, 208 с.
- Историци за историята, Т. 1, УИ «Св. Климент Охридски». София, 1985, 440 с.

### Американский период
- Imagining the Balkans, Изд. «Oxford University Press». Oxford, 1997, 2009.
  - Балкани. Балканизъм, С., Фондация «Българска наука и култура». 1999, 590 с. ISBN 954-90134-9-9 (превод от английски Павлина Йосифова-Хеберле)
  - Балкани. Балканизъм, УИ «Св. Климент Охридски». София, 2004, 404 с. ISBN 954-90134-9-9
- Balkan Identities: Nation and Memory, Изд. «Hurst& Company». London, 2004, 376 p. ISBN 1-85065-715-7
- Balkan Family Structure and the European Pattern. Demographic Developments in Ottoman Bulgaria, Изд. «Central European University Press», 2006. 249 p. ISBN 9637326456
- Remembering Communism: Genres of Representation, Изд. «Columbia University Press». New York, 2009.
- Bones of Contention: The Living Archive of Vasil Levski and the Making of Bulgaria’s National Hero, Изд. «Central European University Press». Budapest — New York, 2009. 600 p. ISBN 9639776246
  - Живият архив на Васил Левски и създаването на един национален герой, Изд. Парадигма. София, 2009, 510 с. ISBN 9789543260942 (превод от английски Димана Илиева)
- България, Балканите, светът: идеи, процеси, събития, Изд. «Просвета». София, 2010. 464 с. ISВN 9789540122649 (сборник със статии)